# Hedwig Elisabeth van Palts-Neuburg

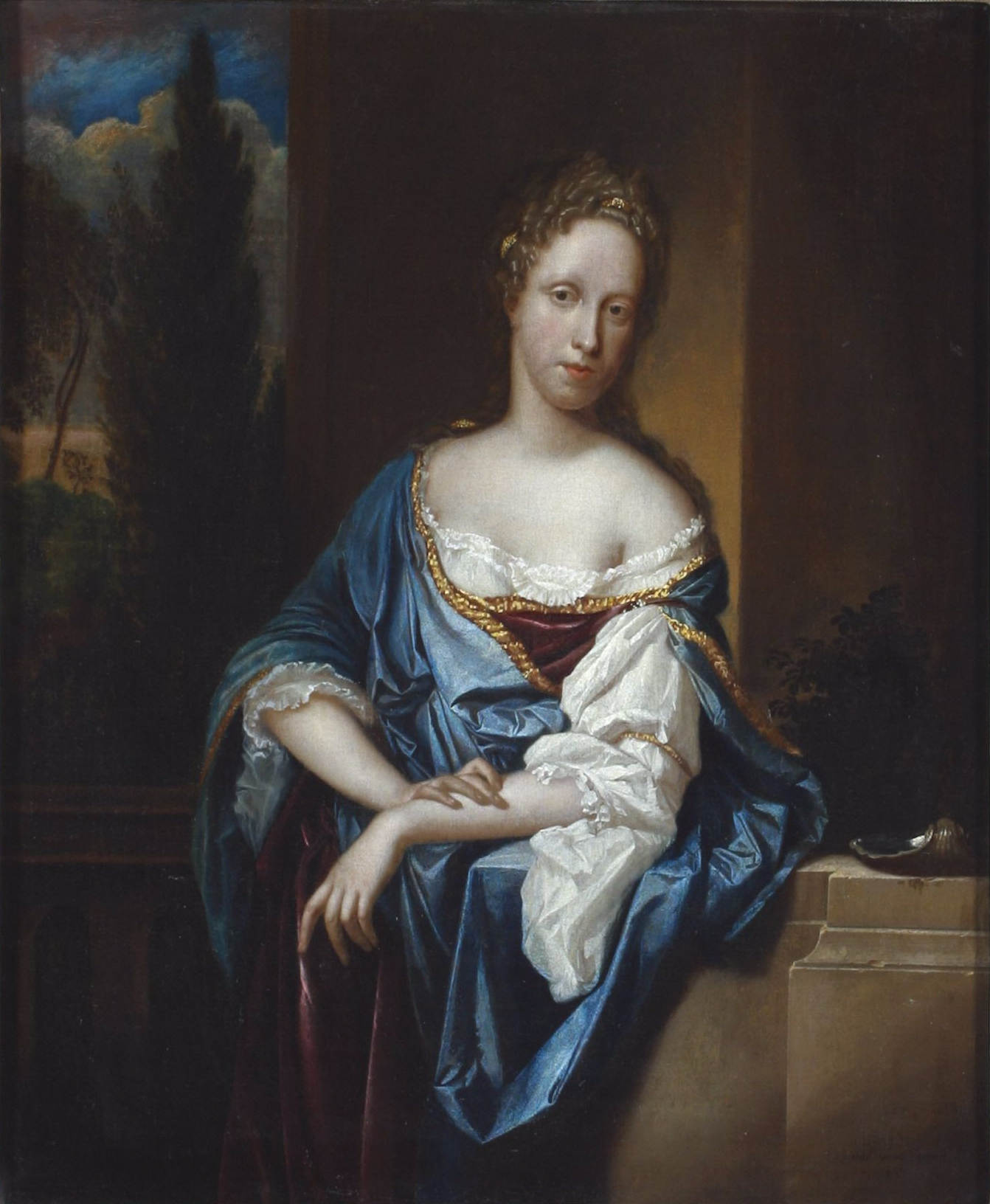

Hedwig Elisabeth Amalia (Düsseldorf, 18 juli 1673 – Oława, 10 augustus 1722) was paltsgravin van Neuburg en kroonprinses van Polen. Ze was een dochter van paltsgraaf Filips Willem en Elisabeth Amalia van Hessen-Darmstadt.
Op 25 februari 1691 huwt ze te Warschau met Jacobus Lodewijk Sobieski (1667 – 1737), kroonprins van Polen. Het paar krijgt zes kinderen:
- Maria Leopoldina (30 april 1693 – 12 juli 1695)
- Maria Casimira (Warschau', 20 januari 1695 – Oława, 18 mei 1723), non
- Maria Charlotte (Oława, 15 november 1697 – 8 mei 1740); ∞ I (Straatsburg 20 september 1723) Frédéric Maurice de La Tour d'Auvergne (Parijs, 24 oktober 1702 – Straatsburg, 1 oktober 1723, prins van Turenne; ∞ II (2 april 1724 Charles Godefroy de la Tour d'Auvergne (Parijs, 16 juli 1706 – kasteel Montalet, 24 oktober 1771), hertog van Bouillon
- Jan (21 oktober 1698 – juli 1699)
- Maria Clementina (1702 – 1735); ∞ (1719) Jacobus Stuart (1688 – 1766), troonpretendent van Engeland en Schotland
- Maria Magdalena (° en † 3 augustus 1704)